# Bitwa pod Kcynią (1656)
Bitwa pod Kcynią - miała miejsce 1 czerwca 1656 roku podczas drugiej wojny północnej.
Stefan Czarniecki po zakończeniu wyprawy wielkopolskiej ruszył 20 maja z Uniejowa do Prus Królewskich, gdzie połączył się z miejscowym pospolitym ruszeniem dowodzonym przez wojewodę malborskiego Jakuba Weyhera. Wojska polskie rozłożyły się na odpoczynek pod Kcynią, gdzie czuły się całkowicie bezpieczne, gdyż ochraniały je szerokie rozlewiska Noteci. Poczynania Czarnieckiego obserwował brat króla Szwecji książę Jan Adolf, który próbując ustalić położenie polskich wojsk 26 maja ponownie zdobył Bydgoszcz.
Pojawienie się w Prusach Czarnieckiego zaniepokoiło króla Szwecji Karola Gustawa, który w tym czasie prowadził oblężenie Gdańska. Po ustaleniu polskich pozycji Karol Gustaw niespodziewanie porzucił oblężenie Gdańska i ruszył na południe. Armia króla Szwecji 31 maja stanęła w Bydgoszczy, gdzie połączyła się z siłami Jana Adolfa. Na naradzie dowódcy szwedzcy postanowili rozbić wojska Czarnieckiego. Po przeprawieniu się przez Noteć 1 czerwca pod Rynarzewem Szwedzi niespodziewanie zaatakowali rozłożonych na kwaterach Polaków. Główne siły Czarnieckiego zaalarmowane zostały przez chorągwie oboźnego wojskowego Szymona Kaweckiego i strażnika koronnego Mariusza Jaskólskiego, które pierwsze starły się z idącym w przedniej straży Carlem Gustafem Wranglem. Całkowicie zaskoczone wojska koronne rzuciły się do ucieczki, tym bardziej, że Szwedzi dysponowali znaczną przewagą liczebną, gdyż w obozie Polacy nie zdążyli zebrać wszystkich swych sił. Także wojska szwedzkie widząc pomieszanych Polaków nie czekały na nadejście artylerii i natychmiast zaatakowały. Zaskoczenie było zupełne i armia koronna poszła w rozsypkę. Szwedzi rzucili się za uciekającymi pułkami w pogoń, zadając polskim siłom znaczne straty. W szwedzkie ręce dostało się wielu oficerów, w tym wysłannik Jana Kazimierza dworzanin Jan Dominik Działyński. Nawet sam Czarniecki z trudem uniknął niewoli.
Po porażce Czarniecki zrezygnował z wyprawy pomorskiej i stosując się do otrzymanych rozkazów królewskich szybko zebrał rozproszone oddziały, a następnie ruszył pod Warszawę, by pomóc Janowi Kazimierzowi w odzyskaniu stolicy. Prowadził ze sobą aż 20 000 uzbrojonych ludzi, z czego większość stanowiło pospolite ruszenie i powstańcy chłopscy z Kujaw.

## Literatura
- Leszek Podhorodecki, Rapier i koncerz, Warszawa 1985, ISBN 83-05-11452-X, str. 309-310
- Mirosław Nagielski, Warszawa 1656, Warszawa 1990, Wydawnictwo Bellona, ISBN 83-11-07786-X, str. 38-41